# الحملة العسكرية العراقية على العمادية 1965
الحملة العسكرية العراقية على العمادية 1965 هي حملة عسكرية كبيرة قامت بشنها قوات عراقية من الفرقة الرابعة الجبلية بقيادة الزعيم خليل جاسم الدباغ معززة بقوات الجحوش أو مايعرف باسم «جتا» على مواقع قوات البيشمركة بقيادة الملا مصطفى البارزاني المتحصنة في العمادية والمناطق الموجودة حولها في يوم 9/9/1965. ضمن حرب كردستان العراق 1961 - 1970.
حيث أدت هذه الحملة إلى إعادة سيطرة القوات الحكومية العراقية على العمادية وإزاحة قوات البيشمركة منها وكذلك من محيط المدينة, وتم استخدام المدفعية الثقيلة من قبل القوات العراقية في هذه المعركة، كما تم إلقاء القبض على المئات من الأكراد الموالين للحركة الكردية من ضمنهم بعض المدنيين، ولقد انتهت المعركة بنصر عسكري عراقي وخسائر في صفوف قوات البيشمركة الكردية وخسائر أقل في صفوف القوات العراقية.